# Fast and Furious 10
Pour les articles homonymes, voir The Fast and the Furious.
Série Fast and Furious
Fast and Furious 9
(2021) Fast and Furious: Hobbs and Reyes 
(À venir)
Pour plus de détails, voir Fiche technique et Distribution.
Fast and Furious 10 (Fast X), ou Rapides X au Québec, est un film d'action américain réalisé par Louis Leterrier et sorti en 2023. Il s'agit du 11e film de la saga Fast and Furious et le premier long métrage de la trilogie finale de la franchise. Il fait suite au film Fast and Furious 9 sorti en 2021.
Dante Reyes était présent aux côtés de son père Hernan Reyes lors du braquage à Rio de Janeiro en 2011 par Dominic Toretto et son équipe. Après la mort de son père, Dante va se livrer à une terrible vengeance envers Dominic Toretto et son équipe. Ces derniers seront cependant aidés par Tess, la fille de M. Personne, et d'une alliée inattendue : Cipher.

## Synopsis
Il y a dix ans, en 2011, à l'époque où Dominic Toretto, Brian O'Conner et Luke Hobbs sont sur le point de voler le coffre-fort de Hernan Reyes à Rio de Janeiro. Celui-ci avec l'aide de son équipe dont son fils, Dante, se lancent à leur poursuite sur le pont de Rio. Mais alors que Brian est parti au loin, Dom neutralise tous les poursuivants avec le coffre, avant de projeter Dante sous le pont.
De nos jours, en 2023, Dom mène une vie paisible auprès de sa femme Letty et de son fils Brian à Los Angeles. Cependant, Dom et sa famille sont sollicités par l'Agence pour voler une puce informatique lors de son transit à Rome. Dom et Letty Ortiz restent avec leur fils Brian, tandis que Roman Pearce, Tej Parker, Han Lue et Megan Ramsey se rendent à Rome. La nuit tombée, une voiture arrive chez les Toretto et la conductrice frappe à leur porte. En l'ouvrant, Dom découvre Cipher, gravement blessée et sur le point de mourir. D'abord réticent, il accepte de l'écouter. Dans le salon, Cipher révèle qu'une guerre est sur le point d'éclater après qu'un homme (Dante Reyes) ait retourné ses gardes contre elle pour cibler Dom et sa famille. Le lendemain matin, Petit Personne arrive sur les lieux et met Cipher en garde à vue, mais révèle qu'il n'a jamais été informé d'une mission à Rome. .
Réalisant que Dante les a mis en danger, Dom et Letty voyagent pour sauver leur équipe. À Rome, Dante enferme l'équipe de Dom dans un camion contenant une bombe à retardement géante pendant que Dom et Letty les poursuivent. La bombe est lâchée dans les rues, de façon que Dom la projette dans une rivière pour l'empêcher d'atteindre le Vatican . Mais malgré ça, l'engin explose et dévaste la ville de Rome. Dom et son équipe redeviennent des fugitifs internationaux, et Letty est arrêtée. Han, Ramsey, Tej et Roman s'enfuient à Londres, cachés dans un conteneur maritime.  Au QG de l'Agence, le nouveau chef Aimes pense que Dom et son équipe sont responsables de l'attentat à la bombe et lance une chasse à l'homme, promettant une prime de plusieurs millions de dollars à quiconque parviendra à les capturer ou les tuer.
À Los Angeles, une équipe armée arrive pour prendre Brian, qui était sous la garde de la sœur de Dom, Mia Toretto. Heureusement, son frère Jakob arrive et met l'équipe hors d'état de nuire. Il se rend avec Brian dans un endroit secret au Portugal comme prévu par Dom. Pendant ce temps, la fille de M. Personne, Tess, est convaincue de l'innocence de l'équipe et utilise l'Œil de Dieu pour retrouver Dom à Naples, l'informant que Dante est à Rio de Janeiro. Dom affronte Dante et accepte une course, où ils sont rejoints par Diogo, un ami de longue date et Isabel Neves, la jeune sœur d'Elena, la défunte mère de Brian. Juste avant la course, Dante constate l'attachement de Dom pour sa famille, mais reste incapable de choisir qui il va sauver. Pendant la course, Dante s'apprête à activer des explosifs cachés sous les voitures de Diogo et Isabel. Incapable d'atteindre Diogo, Dom s'écrase sur Isabel pour y déloger la bombe alors que la voiture de Diogo explose, le tuant.
Tess rend visite à Letty en prison et la blesse secrètement pour l'envoyer au centre de traitement de la prison, où elle rencontre Cipher. Cette dernière neutralise tous les gardes en envoyant du gaz anesthésiant dans leur laboratoire. Elle libère Letty qui la frappe à plusieurs reprises (en représailles à toutes les horreurs qu'elle a commise). À la fin du combat, elles acceptent de travailler ensemble pour s'échapper. À Londres, Ramsey, Roman, Tej et Han découvrent que leurs comptes bancaires ont été vidangés et ils utilisent l'argent caché dans la veste de Roman pour consulter l'associé de Ramsey, Bowie, afin d'acquérir des fournitures. Cependant, Bowie signale leur arrivée aux forces de l'ordre pour obtenir la récompense financière de leur capture. Sans autre choix, l'équipe se tourne vers Deckard Shaw pour obtenir de l'aide mais arrivé sur place, Deckard provoque Han dans un combat à mains nues (pensant qu'il voulait se venger de l'accident de Tokyo). Peu après, une équipe de l'agence débarque et les deux hommes s'allient pour la neutraliser. Plus tard, ils consultent les bases de données mondiales et découvrent que Dante a embauché des mercenaires pour les tuer, et tous ceux qui ont accepté de les aider un jour (parmi eux : Monica Fuentes, Sean Boswell, Elle Lue, Suki, Leo, Santos...). Lorsque Deckard découvre que sa mère est également fugitive, il accepte de les aider.
Aimes traque et arrête Dom, mais son équipe est prise en embuscade par les mercenaires de Dante. Aimes s'associe alors à Dom pour les combattre, mais Dante révèle qu'il a kidnappé Isabel. Tess débarque à son tour pour aider Dom, mais elle est blessée par un tireur d'élite engagé par Dante. Ce dernier la force à lui donner l'Œil de Dieu et parvient à localiser Little B au Portugal. Dom parvient à nouveau à sauver Isabel alors que Dante s'échappe. Reconnaissant l'innocence de Dom, Aimes accepte de l'aider à capturer Dante. L'équipe de Dom est également informée et se déplace pour les rejoindre au Portugal.
Pendant ce temps, Jakob et Brian arrivent au Portugal mais sont pris en embuscade par les hommes de Dante. Ils s'échappent à l'aide d'une voiture bricolée par Jakob capable de tirer des obus explosifs. Dom arrive en sautant d'un avion avec sa Dodge mais pendant le trajet, Dante kidnappe Brian. Jakob tente de le rattraper mais découvre que sa durite d'essence est détruite, l'empêchant d'atteindre Brian. Au même moment, un groupe de mercenaires arrive en sens inverse. Voyant qu'il n'y a pas d'autre solution, Jakob se jette lui et son véhicule sur les ennemis. L'explosion tue Jakob. Dom parvient à récupérer Brian et ils arrivent à un barrage, mais Dante fait condamner les deux voies d'accès avec deux semi-remorques. Au même moment, Tej, Han, Ramsey et Roman arrivent en avion, mais ce dernier est abattu par un missile et s'écrase dans les montagnes, tuant apparemment les occupants. Le tireur se révèle être Aimes, ayant travaillé avec les Reyes depuis le braquage de Rio. Les deux camions accélèrent vers les Toretto mais ils parviennent à s'éjecter du barrage avec la Dodge. Une fois en bas, Dante révèle qu'il a piégé le barrage avec des explosifs et les déclenche avant de partir, laissant le sort des héros inconnu.
Au même moment, Letty et Cipher s'échappent de la prison et découvrent qu'elles sont piégées en Antarctique. Le duo erre au milieu de la neige alors qu'un sous-marin apparaît de nulle part. L'écoutille s'ouvre et apparaît Gisele, supposée morte des années plus tôt. Letty est choquée alors que Cipher lui sourit.
Scène post-générique
Un groupe d'hommes armés investit un théâtre désaffecté. Au milieu de l'estrade, un téléphone vibre et le chef répond. Au bout du fil, Dante se remémore le braquage de Rio : Dom a détruit la voiture de son père et volé l'argent, mais quelqu'un d'autre est arrivé pour le tuer. Concerné, le chef retire sa cagoule : il s'agit de Luke Hobbs. Dante lui promet une vengeance mais Hobbs, peu impressionné, dit qu'il est facile à trouver avant d'écraser le téléphone.

## Fiche technique
Sauf indication contraire, les informations mentionnées dans cette section peuvent être confirmées par les bases de données cinématographiques IMDb et Allociné,  présentes dans la section « Liens externes ».
- Titre original : Fast X
- Titre français : Fast and Furious 10
- Titre québécois : Rapides X
- Réalisation : Louis Leterrier
- Scénario : Justin Lin, Louis Leterrier et Dan Mazeau, d'après les personnages de Gary Scott Thompson
- Musique : Brian Tyler
- Direction artistique : Stephen F. Windon, Mansel Jones
- Costumes : Sanja Milkovic Hays
- Production : Vin Diesel, Neal H. Moritz, Justin Lin
  - Production déléguée : Nicole Perlman
- Sociétés de production : Universal Pictures, One Race Films et Original Film
- Sociétés de distribution : Universal Pictures International France
- Budget : 340 millions de $[2],[3]
- Pays de production :  États-Unis
- Langue originale : anglais
- Genre : action
- Durée : 141 minutes
- Dates de sortie :
  - États-Unis : 19 mai 2023
  - France : 17 mai 2023
  - Suisse romande : 17 mai 2023
- Classification :
  - États-Unis : PG-13 (les enfants de moins de 13 ans doivent être accompagnées d'un adulte ou d'un tuteur)
  - France : tous publics avec avertissement

## Distribution
Sauf indication contraire, les informations mentionnées dans cette section peuvent être confirmées par les bases de données cinématographiques IMDb et Allociné,  présentes dans la section « Liens externes ».
- Vin Diesel (VF : Frédéric van den Driessche ; VQ : Thiéry Dubé) : Dominic « Dom » Toretto
- Jason Momoa (VF : Julien Meunier ; VQ : Louis-Philippe Dandenault) : Dante Reyes
- Michelle Rodriguez (VF : Laëtitia Lefebvre ; VQ : Camille Cyr-Desmarais) : Leticia « Letty » Ortiz
- Brie Larson (VF : Elisabeth Ventura ; VQ : Stéfanie Dolan) : Tess, la fille de M. Personne
- Tyrese Gibson (VF : Bruno Henry ; VQ : Patrick Chouinard) : Roman Pearce
- Ludacris (VF : Jean-Baptiste Anoumon ; VQ : Martin Desgagné) : Tej Parker
- Nathalie Emmanuel (VF : Victoria Grosbois ; VQ : Aurélie Morgane) : Megan Ramsey
- Sung Kang (VF : Damien Ferrette ; VQ : Joël Legendre) : Han Lue
- John Cena (VF : Xavier Fagnon ; VQ : Frédérik Zacharek) : Jakob Toretto
- Leo Abelo Perry (VF : Emmylou Homs ; VQ : Oscar Vaillancourt) : Brian Marcos « Petit Brian » Toretto
- Jordana Brewster (VF : Cécile d'Orlando ; VQ : Aline Pinsonneault) : Mia Toretto
- Daniela Melchior (VF : Charlotte d'Ardalhon ; VQ : Rosalie Julien) : Isabel Neves, sœur d'Elena
- Charlize Theron (VF : Sophie Broustal ; VQ : Mélanie Laberge) : Cipher
- Scott Eastwood (VF : Benjamin Gasquet ; VQ : Nicolas Charbonneaux-Collombet) : « Petit Personne » (Little Nobody en VQ)
- Alan Ritchson (VF : Laurent Maurel ; VQ : Gilbert Lachance) : l'agent Aimes
- Jason Statham (VF : Boris Rehlinger ; VQ : Sylvain Hétu) : Deckard Shaw
- Helen Mirren (VF : Béatrice Delfe ; VQ : Claudine Chatel) : Magdalene « Queenie » Shaw
- Rita Moreno (VF : Frédérique Cantrel ; VQ : Élise Bertrand) : Abuela Toretto[4]
- Joaquim de Almeida (VF : Diego Asensio ; VQ : Manuel Tadros) : Hernan Reyes (images d'archives de Fast and Furious 5 et reshoot de scènes)
- Michael Irby : Zizi (images d'archives de Fast and Furious 5 et reshoot de scènes)
- Paul Walker (VF : Guillaume Lebon ; VQ : Martin Watier) : Brian O'Conner (images d'archives de Fast and Furious 5)
- Luis Da Silva Jr. (VF : Paolo Domingo) : Diogo
- Pete Davidson (VF : Maxime Hoareau ; VQ : Louis-Philippe Berthiaume) : Bowie
- Meadow Walker (en) (VQ : Catherine Hammann) : l'hôtesse de l'air aidant Jakob (caméo)
- Dwayne Johnson (VF : David Krüger ; VQ : Benoît Rousseau) : Luke Hobbs (scène post-générique)
- Gal Gadot : Gisele Harabo (caméo)
- Ludmilla : la femme lançant la course (caméo)
- Josh Dun et Debby Ryan : le couple à l'aéroport (caméo)
- Ali Baddou : un journaliste français[5]

- Version française[réf. nécessaire]
  - Studio de doublage : à préciser
  - Direction artistique : Hervé Bellon
  - Adaptation : à préciser
  - Voix additionnelles : à préciser
- Version québécoise[6]
  - Studio de doublage : Difuze inc.
  - Direction artistique : François Asselin
  - Chargée du projet : Roxane Benetti
  - Ingénieur du son : Sylvain Dupuis
  - Mixage : Réjen Juteau
  - Voix additionnelles : Stéphane Rivard

## Production

### Genèse, développement et attribution des rôles
En novembre 2014, Donna Langley d'Universal Pictures révèle dans The Hollywood Reporter qu'il y aura encore au moins trois films pour la franchise après Fast and Furious 7 (2015). En février 2016, Vin Diesel annonce les dates de sortie des 9e et 10e films, le premier étant alors prévu pour le 19 avril 2019. Après l'annonce d'un film spin-off, Fast and Furious: Hobbs and Shaw, le 9e film est repoussé à avril 2020 et enfin à juillet 2021.
Il confirme par ailleurs que Jordana Brewster reprendra son rôle de Mia Toretto (absente de Fast and Furious 8) dans les 9e et 10e films,.
En mai 2018, Vin Diesel a confirmé à Today que Justin Lin (qui signa les épisodes 3 à 6) réaliserait cette aventure ainsi que Fast & Furious 10. Fut un temps, il était question que Vin Diesel ou Rob Cohen réalisateur du 1er Fast and Furious, repassent derrière la caméra pour signer la fin de la franchise telle qu'on la connaissait : il n'en sera rien.
À la suite de divergences avec Vin Diesel, Dwayne Johnson — qui incarnait l'agent Hobbs dans les 5, 6, 7 et 8e films et dans le spin-off Hobbs and Shaw — refuse de revenir dans la saga sauf pour une éventuelle suite du film Hobbs and Shaw.
En mars 2022, l'actrice Daniela Melchior (The Suicide Squad) est ajoutée au casting.
En avril 2022, les acteurs Jason Momoa et Brie Larson rejoignent la franchise,. Jason Momoa a également révélé que Charlize Theron reviendra en tant que Cipher dans le 10e opus. Le français Alban Lenoir a lui été contacté pour un rôle important mais refusa car il était en plein tournage de son film AKA.
En juin 2022, des photos de Jason Statham et Tyrese Gibson sur Instagram annoncent le retour de l'acteur anglais dans le rôle de Deckard Shaw.
Le rôle de l'agent Aimes devait à l'origine être incarné par Keanu Reeves qui le refusa.

### Tournage
Dans une interview, Vin Diesel confirme que le prochain long métrage sera tourné en deux parties en janvier 2022,. Finalement, le tournage débute le 20 avril 2022 au Warner Bros. Studios Leavesden à Londres. Des scènes avec Jason Momoa sont tournées en mai 2022 à Rome, où la saga se rend pour la première fois.
Alors que le film est en plein tournage, Justin Lin — en accord avec Universal — décide de quitter la réalisation tout en restant producteur et scénariste. Le projet est mis en pause jusqu'à l'arrivée d'un nouveau réalisateur,. Le 2 mai 2022, Louis Leterrier est confirmé pour la réalisation du film, dont le tournage reprend peu après à Londres,. Les prises de vues ont également lieu à Rome.
Le 26 août 2022, alors que le tournage doit passer à Los Angeles, des habitants du quartier d'Angelino Heights de la ville manifestent contre le tournage pour cause de rodéos urbains et des courses de rues dangereuses,.
Certaines scènes du film ont été tournées dans la petite ville de Vila Pouca de Aguiar dans le nord du Portugal, forçant à la fermeture temporaire de tronçons de l'autoroute A24.
En avril 2023, à quelques semaines de la sortie en salles, le réalisateur de ce 10e volet, Louis Leterrier, est confirmé en tant que réalisateur pour le 11e volet de la saga Fast and Furious écrit par Christina Hodson (The Flash) et Oren Uziel (en) (The Cloverfield Paradox). Le même mois, la fille de Paul Walker, Meadow Walker (en), est confirmée au casting pour un caméo.
Le 12 mai 2023, à l'occasion de l'avant-première du film à Rome, Vin Diesel annonce que Fast X est en fait la première partie d'une trilogie qui prendra fin avec Fast and Furious 12. Le jour même, Dwayne Johnson est annoncé officiellement au casting du film où il reprend son personnage de Luke Hobbs, pour une scène post-générique et qui annonce son retour dans la saga, après ses différends avec Vin Diesel et son absence dans le 9e film.

## Bande originale

### Fast X: Original Motion Picture Soundtrack
Bandes originales de Fast and Furious
Fast and Furious 9
(2021)
La bande originale du film est éditée par le label Artist Partner Group (en) et sort le 19 mai 2023. Cinq titres sont publiés en single : Let's Ride, Gasolina, Won't Back Down, Toretto et Angel Pt. 1.
| 1.    | The End of the Road Begins (Intro) (Kai Cenat)                                                                   | Nilan Jr.                                          | 0:37 |
| 2.    | Spinnin' (Lil Durk & EST Gee (en))                                                                               | Internet Money                                     | 2:47 |
| 3.    | Get It (Anti Da Menace & Luh Tyler (en))                                                                         | - Nilan Jr. - Dkeyz - DrumDummie                   | 1:43 |
| 4.    | Won't Back Down (Bailey Zimmerman (en) & Dermot Kennedy featuring YoungBoy Never Broke Again)                    | Goldstein                                          | 2:42 |
| 5.    | Angel Pt. 1 (Kodak Black & NLE Choppa featuring Jimin, JVKE & Muni Long)                                         | - Majic - Nilan Jr.                                | 2:55 |
| 6.    | My City (G Herbo featuring 24kGoldn & Kane Brown (en))                                                           | - Cirkut - Jussifer (en)                           | 2:29 |
| 7.    | Countin' On You (Khi Infinite & Lil Tjay featuring Fridayy (en))                                                 | - Leyva - Majic                                    | 2:28 |
| 8.    | Supafly (Cootie & BiC Fizzle featuring BigXthaPlug)                                                              | Beau Willie                                        | 2:58 |
| 9.    | Reaper (Babyface Ray (en) featuring Peezy & BabyTron)                                                            | - Mark Anthony - P-Lo - Charley Cooks              | 2:48 |
| 10.   | Steppers (Choppa & Nardo Wick)                                                                                   | - Majic - Enrgy - Wzrd Bld                         | 2:44 |
| 11.   | 9 In My Hand (Fast X Remix) (Kordhell & Key Glock)                                                               | Kordhell                                           | 1:57 |
| 12.   | Datura (Suicideboys)                                                                                             | Budd Dwyer                                         | 1:36 |
| 13.   | Furious (BIA (en))                                                                                               | Joyryde (en)                                       | 0:43 |
| 14.   | Toretto (J Balvin)                                                                                               | - Lexuz - Luian - Mambo Kingz                      | 2:30 |
| 15.   | Te Cura (María Becerra)                                                                                          | - DallasK - Berrios                                | 2:30 |
| 16.   | Sigue La Fiesta (Justin Quiles & Dalex (en) featuring Santa Fe Klan)                                             | Goldstein                                          | 3:02 |
| 17.   | Gasolina (Safari Riot Remix) (Daddy Yankee featuring Myke Towers)                                                | Luny Tunes                                         | 2:32 |
| 18.   | Vai Sentando (Ludmilla and King Doudou featuring Skrillex and Duki)                                              | - Skrillex - Doudou                                | 2:14 |
| 19.   | Bando (Fast X Remix) (Anna featuring MadMan, Gemitaiz & Hybrid)                                                  | - Soulker - Hybrid                                 | 2:48 |
| 20.   | Let's Ride (Trailer Anthem) (YG & The Notorious B.I.G. featuring Ty Dolla Sign, Lambo4oe & Bone Thugs-n-Harmony) | - ChaseTheMoney - Daveo - Squat - Go Grizz - Majic | 2:27 |
| 21.   | Nothing Else Matters (Jessie Murph)                                                                              | Nilan Jr.                                          | 3:10 |
| 49:40 | |                                                    |      |

### Bande originale
L'album regroupant la musique originale de Brian Tyler est commercialisé par Back Lot Music.
| 1.     | Fast X                               | 2:30 |
| 2.     | Dante's Inferno                      | 3:39 |
| 3.     | Veloce e Forte                       | 4:23 |
| 4.     | Momentum                             | 4:57 |
| 5.     | Scales of Power                      | 2:59 |
| 6.     | Origin Story                         | 6:03 |
| 7.     | Move                                 | 2:49 |
| 8.     | Nobody's Rome                        | 2:13 |
| 9.     | Piquete                              | 1:12 |
| 10.    | Jakob's Ladder                       | 3:54 |
| 11.    | Under New Management                 | 4:32 |
| 12.    | Letty and Dom                        | 1:40 |
| 13.    | Black Site                           | 2:10 |
| 14.    | Slap Party                           | 3:22 |
| 15.    | Hermana                              | 2:11 |
| 16.    | Legacy                               | 4:40 |
| 17.    | Showtime                             | 1:46 |
| 18.    | The Lens of Time                     | 1:00 |
| 19.    | Aviation Schism                      | 3:26 |
| 20.    | While Rome Burns                     | 2:05 |
| 21.    | How Do You Choose?                   | 2:35 |
| 22.    | Visions of the Past                  | 2:55 |
| 23.    | Back to Swan Lake                    | 4:37 |
| 24.    | Million Dollar Woman                 | 2:46 |
| 25.    | Roman's Riches                       | 1:43 |
| 26.    | One If By Plane                      | 2:19 |
| 27.    | Follow the Litres                    | 1:52 |
| 28.    | Family Values                        | 2:23 |
| 29.    | Rebalance of Power                   | 2:50 |
| 30.    | Viaduct Dodge                        | 2:37 |
| 31.    | Home Invasion                        | 2:02 |
| 32.    | Standoff                             | 2:53 |
| 33.    | Won't Back Down (Orchestral Version) | 3:33 |
| 34.    | The Final Lesson                     | 3:42 |
| 35.    | Finale X                             | 3:29 |
| 103:47 |                                      |      |

## Accueil

### Accueil critique

#### Monde anglo-saxon
Dans le monde anglo-saxon, Fast X reçoit de la part du site Metacritic la note de 55⁄100 pour un total de 58 critiques. L’agrégateur Rotten Tomatoes indique, quant à lui, un taux de satisfaction de 56 % et une note de 5,70⁄10 pour un total de 284 critiques. Le consensus des critiques est formulé ainsi :

« Aussi irrémédiablement bête qu’il soit satisfait de sa conscience de soi, Fast and Furious X devrait faire tourner les moteurs des fans de longue date tout en laissant de marbre de nombreux nouveaux venus »

— Consensus des critiques, Rotten Tomatoes

#### France
En France, le site Allociné donne la note de 2,9⁄5, après avoir recensé 15 critiques de presse.
Pour Eklecty-City : « Fast X ressemble à un mauvais prologue pour une conclusion qui se fait attendre avec encore plus d’erreurs d’écritures que l’opus précédent [...] Fast and Furious 10 ne respecte ni ses personnages, ni son public. »
Pour Mathieu Jaborska (Écran Large), « Ce nouvel opus confond volontairement divertissement décérébré et foutage de gueule à peine dissimulé, en croisant les jantes pour que son public tombe dans le panneau de signalisation. Manque de pot, cette année, d'autres blockbusters ont prouvé qu'on pouvait amuser sans prendre les gens pour des abrutis finis. »
Pour Stéphanie Belpêche (Le Journal du dimanche), « Cette dixième aventure prouve encore l’extraordinaire capacité de la saga d’action à se renouveler tout en remplissant son cahier des charges pour administrer des décharges d’adrénaline au public. ». Dans ce film, « le chaos règne et c’est jubilatoire. Peu importe le manque de crédibilité du scénario, le spectacle est décomplexé et généreux. Orchestré par le cinéaste français Louis Leterrier, qui n’a décidément pas froid aux yeux. »
Pour Allan Blanvillain (Le Journal du geek), ce nouvel opus ne cache pas sa filiation directe avec le cinquième. C'est un réalisateur, « grand fan », qui s'est attelé à la direction de ce nouveau film de la franchise qui « opère un retour aux bases ». Le critique conclut sa critique ainsi : « Fast and Furious X ne ralentit pas, mais garde un œil dans le rétroviseur pour la première partie de sa dernière course. Un opus qui s'attache au passé dans sa narration comme dans son action, perdant au passage une partie de son évolution. Ce dixième film reste un turbo nanar réjouissant pour peu qu'on adhère toujours à la franchise, mais qui commence à rouler sérieusement sur ses jantes. »
Pour Pierre Lunn (Première), Fast X empile « les scènes d’action sans aucun souci de réalisme ni de cohérence ». Pour lui, la réalisation « multiplie les idées aberrantes », « iconise ses personnages débridés avec une démesure assumée », le tout à la façon d'un Bollywood occidental mortifère qui a « pour seul horizon de frapper plus grand, plus fort ».
Pour Robin Berthelot (aVoir-aLire), la saga Fast and Furious n'est qu'un éternel reboot des précédents films, dont le septième volet aurait dû être le dernier. Pour lui, le « studio Universal (...) se sert souvent de F&F comme d’une variable d’ajustement pour remplir ses calendriers estivaux les années de jachère. ». Dans les mauvaises nouvelles du film : le réalisateur, qui n'est pas jugé à la hauteur ; dans les bonnes nouvelles, les scènes de voitures, « quelque part entre le rodéo urbain et l'opéra-ballet. ».

### Box-office
| Pays ou région        | Box-office        | Date d'arrêt du box-office | Nombre de semaines |
| --------------------- | ----------------- | -------------------------- | ------------------ |
| États-Unis Canada     | 145 960 660 $     | en cours                   | 9                  |
| Chine                 | 139 311 063 $     | en cours                   | 9                  |
| France                | 2 300 601 entrées | en cours                   | 9                  |
| Italie                | 1 519 141 entrées | en cours                   | 9                  |
| Total hors États-Unis | +558 749 000, USD | n/a                        | 9                  |
| Total mondial         | +704 709 660, USD | en cours                   | 9                  |

#### À l'international
Sorti le 19 mai 2023 aux États-Unis, Fast and Furious 10 démarre son exploitation à domicile avec 67,5 millions de $ engrangés après son premier week-end d'exploitation. Ce score est inférieur au premier week-end d'exploitation de la plupart des épisodes de la franchise, notamment celui de l'épisode 7, sorti en 2015 et ayant engrangé 147,1 millions de $. Pour le studio Universal, cela reste une bonne nouvelle du fait qu'ils sont le premier studio américains à franchir la barre du milliard de dollars sur le marché américain,.
Au même moment, à l'international, le long-métrage réalise dans les environs des 320 millions de $ répartis sur 84 marchés, dont les plus importants sont la Chine (78 millions de $), le Mexique (16 millions de $), la France et le Brésil (9,6 millions de $, chacun),.
Le film franchit la barre des 500 millions de dollars après sa deuxième semaine de sortie.
La barre des 600 millions est franchie la semaine suivante. Il devient le septième film consécutif de la franchise à franchir la barre des 600 millions de $ au niveau mondial
Le film dépasse les 700 millions de $ deux mois après sa sortie en salle. Ce résultat ne permet pas de couvrir le budget du film qui est l'un des plus onéreux jamais réalisé.

#### France
| N° | En 2023, semaine du | France | France    | France    |
| N° | En 2023, semaine du | Rang   | Entrées   | Cumul     |
| -- | ------------------- | ------ | --------- | --------- |
| 1  | 17 au 23 mai        | 1      | 1 140 846 | 1 140 846 |
| 2  | 24 au 30 mai        | 2      | 514 473   | 1 655 319 |
| 3  | 31 au 06 juin       | 3      | 256 185   | 1 911 504 |
| 4  | 07 au 13 juin       | 4      | 163 243   | 2 074 747 |
| 5  | 14 au 20 juin       | 5      | 87 495    | 2 162 222 |
| 6  | 21 au 27 juin       | 8      | 53 010    | 2 215 232 |
| 7  | 28 au 04 juillet    | 13     | 54 375    | 2 269 607 |
| 8  | 05 au 11 juillet    | 21     | 18 839    | 2 288 446 |
| 9  | 12 au 18 juillet    | n/a    | 7 308     | 2 295 704 |
| 10 | 19 au 25 juillet    |        |           |           |

Pour son premier jour d'exploitation en France, Fast and Furious 10 a réalisé 200 418 entrées, pour un total de 3 016 séances proposées. Le film se positionne premier du box-office des nouveautés devant Jeanne du Barry (85 176).
Au bout d’une première semaine d’exploitation dans les salles françaises, le long-métrage totalise 1 140 846 entrées, pour une première place au box-office hebdomadaire, devant le film Marvel Les Gardiens de la Galaxie Vol. 3 (656 622).
La semaine suivante, le film accuse une baisse de revenus de 55 % en vendant 514 473 tickets supplémentaires. Le film se place en seconde position derrière La Petite Sirène (582 814) et devant Les Gardiens de la Galaxie (305 098).
Lors de sa troisième semaine en salle le film engendre 256 185 entrées supplémentaire se plaçant à la troisième place derrière Spider-Man : Across the Spider-Verse et La Petite Sirène.
Le film dépasse les 2 millions d’entrées lors de sa quatrième semaine en salle en engendrant 163 243 entrées supplémentaire.

## Suites
Le 9 juin 2023, Vin Diesel dévoile sur Instagram la date de sortie de Fast and Furious 11. Réalisé par Louis Leterrier et écrit par Christina Hodson et Oren Uziel (en), il est prévu à l'origine pour sortir le 4 avril 2025, avant d'être reporté à 2026. Annoncé comme la seconde partie du dixième épisode, les sources divergent sur son statut d'avant-dernier ou d'ultime film de la franchise,,.
Ce 11e film est censé être précédé par un nouveau spin-off après Fast and Furious: Hobbs and Shaw, centré sur le personnage de Luke Hobbs incarné par Dwayne Johnson. Ce nouveau film, intitulé Fast and Furious presents: Hobbs and Reyes , devrait être une transition pour la suite de Fast and Furious 10, qui annonce ce long métrage par sa scène post-générique. Un film dérivé avec des personnages féminins est en projet.